# Férfi műugró-csapatverseny a 2013-as nyári universiadén
A férfi műugrók csapatversenye a 2013. évi XXVII. nyári universiade keretein belül.

## Eredmények
| #  | Ország (csapattagok) | Döntő   | Döntő   |
| #  | Ország (csapattagok) | Pontok  | Rangsor |
| -- | --- | ------- | ------- |
|    | Kína (CHN) ( Huo Liang, Lin Csin, Lo Jü-tung, Csin Tien, Vu Csün, Jing Hung )                                                                      | 3563,72 | 1       |
|    | Oroszország (RUS) ( Artyom Cseszakov, Jurij Kunakov, Jevgenyij Kuznyecov, Viktor Minyibajev, Szergej Nazin, Jevgenyij Novoszelov, Ilja Zaharov )   | 3521,20 | 2       |
|    | Mexikó (MEX) ( Yahel Castillo Huerta, Iván Alejandro García Navarro, Alejandro Daniel Islas, Rommel Pacheco Marrufo, Germán Saúl Sánchez Sánchez ) | 3410,88 | 3       |
| 4  | Dél-Korea (KOR) ( Kim Dzsinjong, Pak Csiho ) | 2683,25 | 4       |
| 5  | Amerikai Egyesült Államok (USA) ( Samuel Dorman, Casey Johnson, Harry Jones, Conor Murphy, Zachary Nees )                                          | 2673,34 | 5       |
| 6  | Malajzia (MAS) ( Azman Ahmad Amsyar, Chew Yi Wei, Ooi Tze Liang )                                                                                  | 2145,61 | 6       |
| 7  | Norvégia (NOR) ( Amund Gismervik, Eirik Valheim, Espen Valheim )                                                                                   | 1734,81 | 7       |
| 8  | Németország (GER) ( Philipp Becker, Florian Fandler, Christian Picker )                                                                            | 1686,97 | 8       |
| 9  | Lengyelország (POL) ( Adrian Gierga, Andrzej Rzeszutek )                                                                                           | 1277,50 | 9       |
| 10 | Ausztria (AUT) ( Constantin Blaha ) | 733,25  | 10      |
| 11 | Olaszország (ITA) ( Andreas Nader Billi ) | 679,80  | 11      |
| 12 | Japán (JPN) ( Hagita Takuma ) | 671,00  | 12      |
| 13 | Ausztrália (AUS) ( Darcy Taylor ) | 659,05  | 13      |
| 14 | Kanada (CAN) ( Cody Yano ) | 645,15  | 14      |
| 15 | Franciaország (FRA) ( Antoine Catel ) | 640,70  | 15      |
| 16 | Brazília (BRA) ( Ian Matos, Luiz Outerelo ) | 596,15  | 16      |